# فرانك كاستانيدا
فرانك كاستانيدا (بالإسبانية: Frank Castañeda) هو لاعب كرة قدم كولومبي، ولد في 17 يوليو 1994 في كولومبيا. لعب مع نادي سينيتسا.

## وصلات خارجية
- فرانك كاستانيدا على موقع قاعدة بيانات كرة القدم.إي يو (الإنجليزية)
- فرانك كاستانيدا على موقع ليكيب (الفرنسية)
- فرانك كاستانيدا على موقع Soccerbase.com (لاعب) (الإنجليزية)
- فرانك كاستانيدا على موقع Soccerway.com (الإنجليزية)
- فرانك كاستانيدا على موقع عالم كرة القدم.نت (الإنجليزية)